# オスカー・F・マイヤー
オスカー・フェルディナンド・マイヤー（Oscar Ferdinand Mayer、1859年3月29日 - 1955年3月11日）は、ドイツ出身のアメリカ合衆国の実業家である。自身の名前を冠した食肉加工会社オスカー・マイヤーを創業した。

## 生涯
1859年3月29日にドイツ連邦・ヴュルテンベルク王国のケージンゲン（現 ネーレスハイム市の一部）で生まれた。代々林務官や大臣を輩出していた家系だった。
1873年、14歳のときにアメリカに渡り、デトロイトに住むいとこのジョン・シュロールの元で生活し、食肉市場で働いた。1876年にシュロールとともにシカゴに移り、食肉加工会社のアーマー・アンド・カンパニーで働いた。1880年、弟のゴットフリートがドイツに一時帰国する際、マイヤーは自分の肉屋を開くという夢を語り、ドイツでソーセージ作りの方法を学んできてほしいと頼んだ。弟がドイツにいる間、マイヤーは店を開くための資金を貯めた。1883年、24歳のとき、弟のゴットフリートやマックスと共に、シカゴの北にあるコリング食肉市場で店を借り、ドイツのソーセージであるブラートヴルスト、レバーヴルスト、ヴァイスヴルストを販売した。これらは、一帯に住むドイツ系住民の間で人気となった。5年後、店の貸主が賃貸契約の更新を拒否したため、シカゴに土地を購入して、2階建ての自宅兼店舗を建てた。
マイヤーの会社は大きく成長し、地元のポルカバンドや1893年のシカゴ万国博覧会のドイツ館などのスポンサーとなった。1900年までに、43人の従業員を雇い、シカゴ全域で配達サービスを開始した。1904年には自身の名前の「オスカー・マイヤー」をブランド化した。1906年には、同年に制定された連邦食肉検査法に基づく検査制度に最初に参加した。

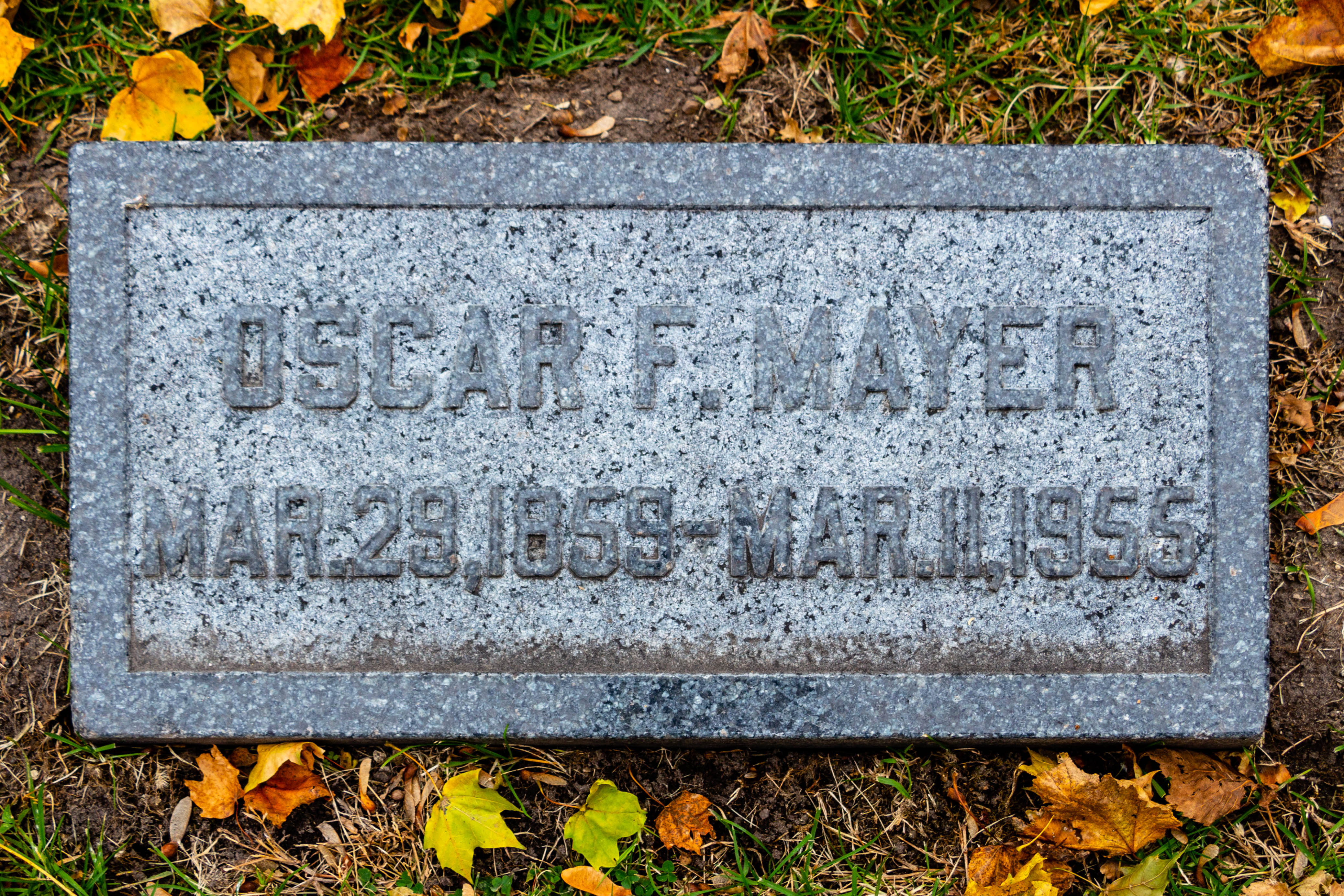
ローズヒル墓地のマイヤーの墓石

1955年3月11日、シカゴのノース・シェリダン通り5727番地の自宅にて95歳で死去した。このときには、9千人の従業員を擁し、アイオワ州ダベンポート、ロサンゼルス、ウィスコンシン州マディソン、フィラデルフィアに工場を開設していた。遺体はシカゴのローズヒル墓地に埋葬された。

## 私生活
1887年、ミュンヘン出身のルイーズ・グライナー(Louise Greiner)と結婚した。ルイーズとのあいだには息子のオスカー・G・マイヤー・シニアと3人の娘が生まれた。ルイーズは1931年に亡くなった。
経済評論家のチャック・コリンズは曾孫に当たる。
1912年、マイヤーはフィリップ・K・リグレー、シーウェル・エイブリィ、ウォルター・C・ピーコックらシカゴの名士とともにリンカーンパーク・ガン・クラブを設立した。